# Lucie Charvátová
Lucie Charvátová (Hradec Králové, 1º febbraio 1993) è una biatleta ed ex fondista ceca.

## Biografia
Originaria di Vrchlabí, Charvátová ha iniziato la sua carriera sciistica gareggiando nello sci di fondo, nel 2009, prendendo anche parte a due edizioni dei mondiali juniores e a una dei campionati mondiali: a Val di Fiemme 2013 si è classificata 51ª nella sprint e 12ª nella staffetta.
Dalla stagione 2013-2014 si dedica prevalentemente al biathlon; in Coppa del Mondo ha esordito il 12 dicembre 2013 nella staffetta di Annecy Le Grand-Bornand (10ª), nella medesima specialità ha ottenuto il primo podio il 24 gennaio 2016 ad Anterselva (2ª) e la prima vittoria il 14 febbraio 2016 a Presque Isle. Ha debuttato ai campionati mondiali di biathlon a Oslo Holmenkollen 2016 piazzandosi 33ª nella sprint, 18ª nell'inseguimento, 45ª nell'individuale e 6ª nella staffetta. Nella rassegna successiva di Hochfilzen 2017 invece è stata 32ª nella sprint, 34ª nell'inseguimento, 82ª nell'individuale.
Ai mondiali di Östersund 2019 si è posizionata 71ª nella sprint. Nell'edizione seguente di Anterselva 2020 ha conquistato il suo primo podio individuale, vincendo la medaglia di bronzo nella sprint, si è inoltre classificata 42ª nell'inseguimento, 46ª nell'individuale, 29ª nella partenza in linea e 4ª nella staffetta. Ai mondiali di Pokljuka 2021 è giunta 71ª nella sprint, 48ª nell'individuale, 10ª nella staffetta e 11ª nella staffetta mista. Ha esordito ai Giochi olimpici invernali a Pechino 2022 concludendo 25ª nella sprint, 34ª nell'inseguimento, 19ª nell'individuale, 28ª nella partenza in linea e 8ª nella staffetta; l'anno dopo ai Mondiali di Oberhof 2023 è stata 59ª nella sprint, 41ª nell'inseguimento, 39ª nell'individuale e 7ª nella staffetta, a quelli di Nové Město na Moravě 2024 si è classificata 40ª nella sprint, 71ª nell'individuale, 7ª nella staffetta e non ha completato l'inseguimento e a quelli di Lenzerheide 2025 si è piazzata 39ª nella sprint, 50ª nell'inseguimento e 63ª nell'individuale.

## Palmarès

### Biathlon

#### Mondiali
- 1 medaglia:
  - 1 bronzo (sprint[1] ad Anterselva 2020)

#### Coppa del Mondo
- Miglior piazzamento in classifica generale: 27ª nel 2020
- 4 podi (a squadre), oltre a quello conquistato in sede iridata e valido anche ai fini della Coppa del Mondo:
  - 1 vittoria
  - 1 secondo posto
  - 2 terzi posti

#### Coppa del Mondo - vittorie
| Data             | Località     | Nazione     | Spec.                                                            |
| ---------------- | ------------ | ----------- | ---------------------------------------------------------------- |
| 14 febbraio 2016 | Presque Isle | Stati Uniti | RL (con Eva Puskarčíková, Gabriela Soukalová e Veronika Vítková) |

Legenda:

RL = staffetta